# Danilo Silva
Danilo Aparecido da Silva (* 24. November 1986 in Campinas) ist ein ehemaliger brasilianischer Fußballspieler. Er spielte zuletzt für den Los Angeles FC.

## Karriere
Silva begann seine Karriere in den Vereinigten Staaten bei den MetroStars. 2006 wechselte er in seine Heimatstadt zum Guarani FC. 2007 wurde er an den FC São Paulo verliehen. Im September 2008 wechselte er zu Internacional Porto Alegre. 2010 wechselte er in die Ukraine zum Topklub Dynamo Kiew. Mit diesem konnte er mehrere nationale Titel gewinnen. Bei dem Klub spielte er bis 2017, dann kehrte da Silva in der europäischen Sommertransferperiode zu Internacional zurück. Im März 2018 wurde er an den Los Angeles FC ausgeliehen. Zu Jahresbeginn übernahm ihn der Klub fest. 2020 beendete er hier seine aktive Laufbahn.

## Trivia
In einem Interview 2021 erklärte er, ein Unternehmen gegründet zu haben, welches Sportler in der Major League Soccer und in Asien vertritt. Des Weiteren sei er als Markenbotschafter für Dynamo Kiew in Nord- und Südamerika aktiv.

## Erfolge
FC São Paulo
- Campeonato Brasileiro de Futebol: 2007

Internacional
- Staatsmeisterschaft von Rio Grande do Sul: 2009
- Copa Suruga Bank: 2009

Dynamo Kiew
- Premjer-Liha: 2014/15, 2015/16
- Ukrainischer Fußballpokal: 2013/14, 2014/15
- Ukrainischer Fußball-Supercup: 2011, 2016

Los Angeles
- MLS Supporters’ Shield: 2019